# تيريزا كاستيلو
تيريزا كاستيلو (بالإنجليزية: Teresa Castillo)‏ هي ممثلة أمريكية، ولدت في 14 أكتوبر 1983 في لونغ بيتش في الولايات المتحدة.

## أعمال

### مسلسلات
- كيف قابلت أمكما

## وصلات خارجية
- تيريزا كاستيلو على موقع IMDb (الإنجليزية)
- تيريزا كاستيلو على موقع قاعدة بيانات الفيلم (الإنجليزية)